# IQCF6
IQCF6 (англ. IQ motif containing F6) – білок, який кодується однойменним геном, розташованим у людей на 3-й хромосомі. Довжина поліпептидного ланцюга білка становить 107 амінокислот, а молекулярна маса — 13 059.
| 10         |  | 20         |  | 30         |  | 40         |  | 50         |
| ---------- |  | ---------- |  | ---------- |  | ---------- |  | ---------- |
| MVRRTLLQAA |  | LRAWVIQCWW |  | RSMQAKMLEQ |  | RRRLALRLYT |  | CQEWAVVKVQ |
| AQVRMWQARR |  | RFLQARQAAC |  | IIQSHWRWHA |  | SQTRGLIRGH |  | YEVRASRLEL |
| DIEILMT    |  |            |  |            |  |            |  |            |

A: Аланін

C: Цистеїн

D: Аспарагінова кислота

E: Глутамінова кислота

F: Фенілаланін

G: Гліцин

H: Гістидин

I: Ізолейцин

K: Лізин

L: Лейцин

M: Метіонін

Q: Глутамін

R: Аргінін

S: Серин

T: Треонін

V: Валін

W: Триптофан